# Associazione Calcio Novara 1971-1972
Questa voce raccoglie le informazioni riguardanti l'Associazione Calcio Novara  nelle competizioni ufficiali della stagione 1971-1972.

## Rosa
| N. |                   | Ruolo | Calciatore        |
| -- | ----------------- | ----- | ----------------- |
|    | Italia (bandiera) | A     | Urano Benigni     |
|    | Italia (bandiera) | C     | Virgilio Bertoni  |
|    | Italia (bandiera) | C     | Vittorino Calloni |
|    | Italia (bandiera) | C     | Franco Carrera    |
|    | Italia (bandiera) | A     | Renato Gavinelli  |
|    | Italia (bandiera) | C     | Luigi Giannini    |
|    | Italia (bandiera) | C     | Alberto Grossetti |
|    | Italia (bandiera) | A     | Carlo Jacomuzzi   |
|    | Italia (bandiera) | A     | Giovanni Picat Re |

| N. |                   | Ruolo | Calciatore         |
| -- | ----------------- | ----- | ------------------ |
|    | Italia (bandiera) | P     | Felice Pulici      |
|    | Italia (bandiera) | A     | Orano Rolfo        |
|    | Italia (bandiera) | D     | Giovanni Udovicich |
|    | Italia (bandiera) | D     | Giuseppe Unere     |
|    | Italia (bandiera) | D     | Antonio Veschetti  |
|    | Italia (bandiera) | D     | Alberto Vivian     |
|    | Italia (bandiera) | D     | Umberto Volpati    |
|    | Italia (bandiera) | C     | Renato Zaccarelli  |

## Risultati

### Serie B

#### Girone di andata
| 26 settembre 1971 1ª giornata | Perugia | 1 – 0 | Novara |  |

| 3 ottobre 1971 2ª giornata | Novara | 1 – 0 | Reggina |  |

| 10 ottobre 1971 3ª giornata | Lazio | 5 – 2 | Novara |  |

| 17 ottobre 1971 4ª giornata | Novara | 2 – 1 | Taranto |  |

| 24 ottobre 1971 5ª giornata | Modena | 2 – 0 | Novara |  |

| 31 ottobre 1971 6ª giornata | Novara | 3 – 0 | Livorno |  |

| 7 novembre 1971 7ª giornata | Bari | 2 – 1 | Novara |  |

| 14 novembre 1971 8ª giornata | Novara | 1 – 0 | Foggia |  |

| 21 novembre 1971 9ª giornata | Genoa | 0 – 1 | Novara |  |

| 28 novembre 1971 10ª giornata | Catania | 2 – 0 | Novara |  |

| 5 dicembre 1971 11ª giornata | Novara | 2 – 0 | Brescia |  |

| 12 dicembre 1971 12ª giornata | Arezzo | 1 – 0 | Novara |  |

| 19 dicembre 1971 13ª giornata | Novara | 1 – 0 | Sorrento |  |

| 26 dicembre 1971 14ª giornata | Novara | 0 – 0 | Reggiana |  |

| 2 gennaio 1972 15ª giornata | Monza | 1 – 0 | Novara |  |

| 9 gennaio 1972 16ª giornata | Palermo | 2 – 1 | Novara |  |

| 16 gennaio 1972 17ª giornata | Novara | 2 – 2 | Cesena |  |

| 23 gennaio 1972 18ª giornata | Como | 0 – 0 | Novara |  |

| 30 gennaio 1972 19ª giornata | Novara | 3 – 1 | Ternana |  |

#### Girone di ritorno
| 13 febbraio 1972 20ª giornata | Novara | 1 – 0 | Perugia |  |

| 20 febbraio 1972 21ª giornata | Reggina | 1 – 0 | Novara |  |

| 27 febbraio 1972 22ª giornata | Novara | 1 – 0 | Lazio |  |

| 5 marzo 1972 23ª giornata | Taranto | 1 – 0 | Novara |  |

| 12 marzo 1972 24ª giornata | Novara | 3 – 3 | Modena |  |

| 19 marzo 1972 25ª giornata | Livorno | 1 – 3 | Novara |  |

| 26 marzo 1972 26ª giornata | Novara | 1 – 1 | Bari |  |

| 2 aprile 1972 27ª giornata | Foggia | 1 – 0 | Novara |  |

| 9 aprile 1972 28ª giornata | Novara | 1 – 0 | Genoa |  |

| 16 aprile 1972 29ª giornata | Novara | 1 – 2 | Catania |  |

| 23 aprile 1972 30ª giornata | Brescia | 3 – 0 | Novara |  |

| 30 aprile 1972 31ª giornata | Novara | 2 – 0 | Arezzo |  |

| 7 maggio 1972 32ª giornata | Sorrento | 0 – 0 | Novara |  |

| 14 maggio 1972 33ª giornata | Reggiana | 2 – 2 | Novara |  |

| 21 maggio 1972 34ª giornata | Novara | 1 – 1 | Monza |  |

| 28 maggio 1972 35ª giornata | Novara | 2 – 0 | Palermo |  |

| 4 giugno 1972 36ª giornata | Cesena | 5 – 1 | Novara |  |

| 11 giugno 1972 37ª giornata | Novara | 0 – 1 | Como |  |

| 18 giugno 1972 38ª giornata | Ternana | 3 – 1 | Novara |  |

## Statistiche

### Statistiche di squadra
| Competizione | Punti | In casa | In casa | In casa | In casa | In casa | In casa | In trasferta | In trasferta | In trasferta | In trasferta | In trasferta | In trasferta | Totale | Totale | Totale | Totale | Totale | Totale | DR |
| Competizione | Punti | G       | V       | N       | P       | Gf      | Gs      | G            | V            | N            | P            | Gf           | Gs           | G      | V      | N      | P      | Gf     | Gs     | DR |
| ------------ | ----- | ------- | ------- | ------- | ------- | ------- | ------- | ------------ | ------------ | ------------ | ------------ | ------------ | ------------ | ------ | ------ | ------ | ------ | ------ | ------ | -- |
| Serie B      | 36    | 19      | 12      | 5       | 2       | 28      | 12      | 19           | 2            | 3            | 14           | 12           | 33           | 38     | 14     | 8      | 16     | 40     | 45     | -5 |
| Coppa Italia | 4     | 2       | 2       | 0       | 0       | 4       | 1       | 2            | 0            | 0            | 2            | 0            | 4            | 4      | 2      | 0      | 2      | 4      | 5      | -1 |
| Totale       |       | 21      | 14      | 5       | 2       | 32      | 13      | 21           | 2            | 3            | 16           | 12           | 37           | 42     | 16     | 8      | 18     | 44     | 50     | -6 |

### Statistiche dei giocatori
| Giocatore     | Serie B  | Serie B | Coppa Italia | Coppa Italia | Totale   | Totale |
| Giocatore     | Presenze | Reti    | Presenze     | Reti         | Presenze | Reti   |
| ------------- | -------- | ------- | ------------ | ------------ | -------- | ------ |
| U. Benigni    | 31       | 1       | 4            | 0            | 35       | 1      |
| V. Bertoni    | 4        | 1       | -            | -            | 4        | 1      |
| V. Calloni    | 6        | 0       | -            | -            | 6        | 0      |
| F. Carrera    | 35       | 2       | 3            | 2            | 38       | 4      |
| R. Gavinelli  | 24       | 1       | 4            | 0            | 28       | 1      |
| L. Giannini   | 34       | 0       | 4            | 0            | 38       | 0      |
| A. Grossetti  | 34       | 3       | 2            | 0            | 36       | 3      |
| C. Jacomuzzi  | 38       | 11      | 4            | 1            | 42       | 12     |
| G. Picat Re   | 38       | 9       | 4            | 0            | 42       | 9      |
| F. Pulici     | 38       | -45     | 4            | -5           | 42       | -50    |
| O. Rolfo      | 4        | 0       | 1            | 0            | 5        | 0      |
| G. Udovicich  | 35       | 2       | 4            | 0            | 39       | 2      |
| G. Unere      | 33       | 3       | 4            | 1            | 37       | 4      |
| A. Veschetti  | 35       | 0       | 4            | 0            | 39       | 0      |
| A. Vivian     | 33       | 5       | 4            | 0            | 37       | 5      |
| U. Volpati    | 16       | 0       | 3            | 0            | 19       | 0      |
| R. Zaccarelli | 17       | 0       | 2            | 0            | 19       | 0      |